# Ivar II de Dublín
Ivar II también Ímar ua Ímair (m. 904) fue un caudillo hiberno-nórdico de la dinastía Uí Ímair y monarca vikingo del reino de Dublín.
Ivar era el segundo hijo menor del rey Ímar que aparece en las fuentes históricas tras la muerte de su hermano (o primo) Amlaíb Conung, y en 871 aparece como rey de Irlanda y Britania (rex Nordmannorum Totius Hiberniæ et Britanniæ). Los vínculos de parentesco entre los diferentes monarcas de Dublín Uí Ímair no aparecen claramente establecidos en la Crónica de Irlanda, puede que fuesen descendientes de Sichfrith Ivarsson, asesinado en 888 o de Sigtrygg Ivarsson o quizás de otro anónimo Ivar.
Ivar II de Dublín sucede en el trono a Sigtrygg Ivarsson. Es un monarca de un reinado breve y oscuro. Los historiadores solo revelan que en el año 902 los «extranjeros» son expulsados de Dublín por una coalición de reyes irlandeses Máel Finnia mac Flannacáin rey de Brega y Cerball mac Muirecáin Ó Fáeláin rey de Laighin.
Parece que posteriormente Ivar retoma su actividad como rey del mar y devasta las costas de Escocia. La crónica de los reyes de Alba mencionan que durante el tercer año del reinado de Constantino II de Escocia [903] los «hombres del norte» arrasan Dunkeld y todo el reino de Alba. Al año siguiente los vikingos son masacrados en Straith Herenn. Los Anales de Ulster citan probablemente el mismo evento cuando menciona la muerte de Imar Uí Ímair y sus hombres por el ejército de Fortriu en 904.
El reino de Dublín se mantendría ajeno al dominio escandinavo hasta el año 917, cuando los ejércitos vikingos de la dinastía Uí Ímair, encabezados por Sihtric Cáech, recuperan el trono tras la batalla de Confey.